# Gerhard Sondermann

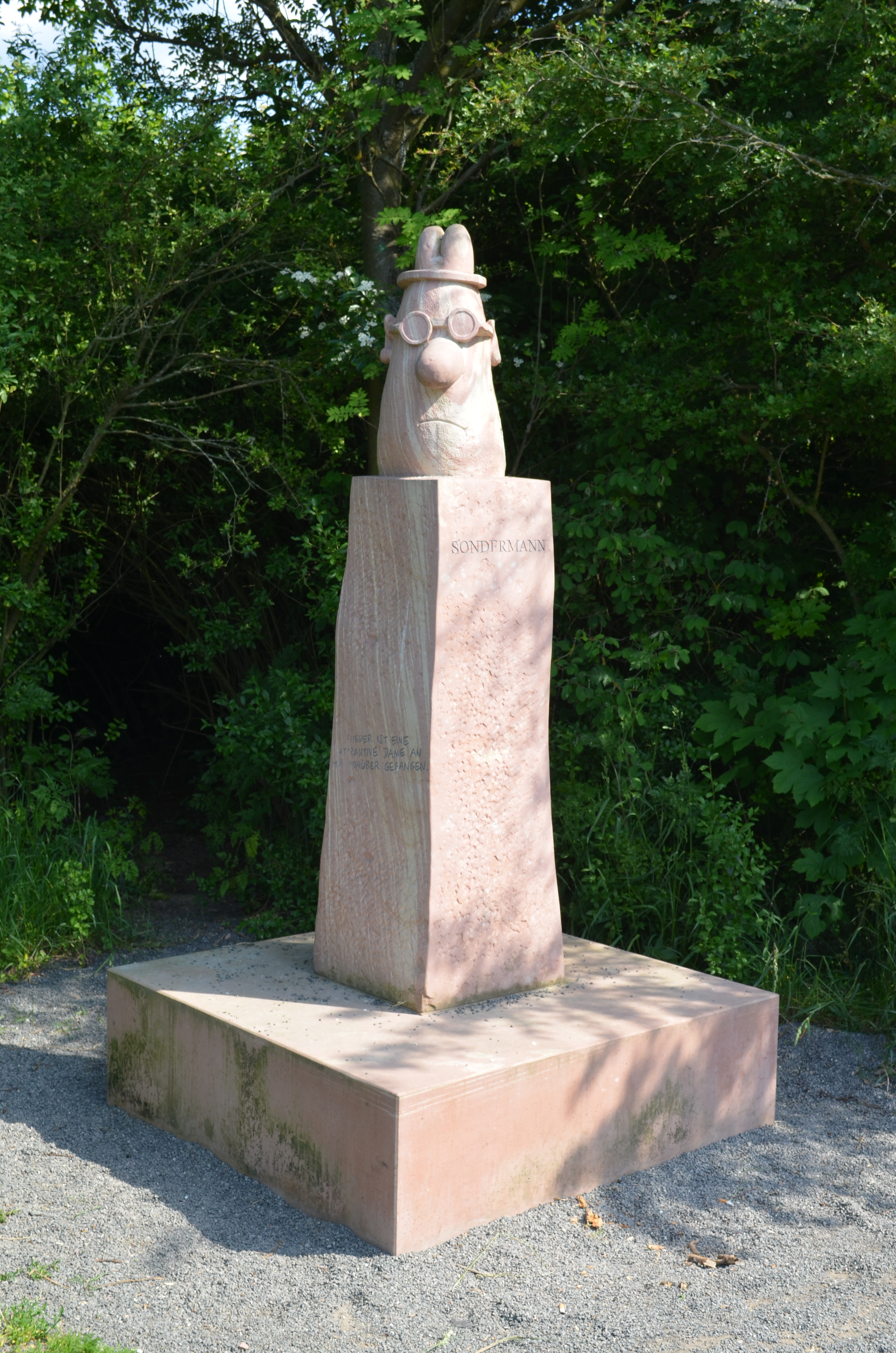
Sondermann-Denkmal in Frankfurt-Bonames (2014)

Gerhard Sondermann (* 2. September 1942) ist ein deutscher Unternehmer bzw. Verleger.
Sondermann war bis Ende 1989 Leiter des Unternehmensbereichs Vertrieb beim Jahreszeiten Verlag und übernahm ab 1990 die Geschäftsführung der zu Gruner + Jahr gehörenden Norddeutschen Verlagsgesellschaft, Komplementärin des Ehrlich-Verlages mit der illustrierten Wochenzeitschrift Frau im Spiegel und des Kundenzeitschriftenverlages K+S.
Leiter Unternehmensbereich Vertrieb in der Jahreszeiten-Verlag GmbH, wird im kommenden Jahr die Geschäftsführung der zu Grüner + Jahr gehörenden Norddeutschen Verlagsgesellschaft, Komplementärin des Ehrlich-Verlages (mit Regenbogentiteln wie Frau im Spiegel) und des Kundenzeitschriftenverlages K+S.
Bevor er zu G+J kam, verlegte er ein Denksport- und Gamble-Magazin unter dem Namen »Spiel« und war der erste Verleger und Mehrheitsbesitzer des Satiremagazins Titanic. Sein Nachname steht im Zusammenhang mit der sonderbaren Titanic-Cartoon-Figur „Sondermann“ des Comic-Zeichners Bernd Pfarr, der in Frankfurt-Bonames als Sandsteinskulptur ein Denkmal gesetzt wurde.
Später – nach seiner Tätigkeit für G+J – führte er den Hamburger Fachverlag Gerhard Sondermann und Presseplus.de, Gerhard Sondermann Dialog e. K. in Hamburg-Winterhude.
Gerhard Sondermann ist mit der Malerin Sylvia Goebel verheiratet, hat zwei erwachsene Söhne und lebt in Hamburg.